# 曲景平
曲景平（1960年10月—）是一位中国化学家，大连理工大学教授。

## 生平
1966年出生于辽宁庄河市，毕业于东京大学化学生命工学专业在职博士研究生。1983年7月参加工作，1985年12月加入中国共产党。历任大连理工大学化工学院院长，化工与环境生命学部部长，校长助理，副校长、党委常委。2015年3月起任华东理工大学校长。2020年12月21日，因年满60周岁，被中华人民共和国教育部免去校长、党委副书记职务。